# 施從雲

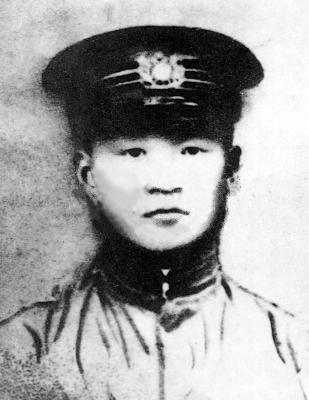

施從雲（1880年—1912年），字燮卿。安徽桐城人，清朝军事将领，辛亥革命烈士。

## 生平
清朝光緒二十七年（1901年），施從雲赴直隸参軍，不久入保定將弁學堂。畢業後，被分配到新軍第五鎮十八標任排長。光緒三十四年（1908年），徐世昌任東三省總督，施從雲被調入第一混成協七十九標，隨徐世昌赴东三省任职，駐新民府，由此结识了第一混成協八十標三營管帶馮玉祥。施從雲同馮玉祥、隊官王金銘来往密切。
宣統二年（1910年）清朝組建陆軍第二十鎮，施從雲被編入陆军第二十鎮四十協七十九標，初任隊官，後升任二營管帶。宣統三年（1911年），清政府決定在直隶永平府舉行永平秋操，陆军第二十鎮遂開赴灤州。不久，武昌起義爆發，在灤州准备參加秋操的新軍各部相繼撤走，仅陆军第二十鎮統制張紹曾未撤兵，並且截取了清政府自中国東北運往武昌前線的軍火。施從雲遂代表革命派官兵会见張紹曾，促请其起義。但張紹曾按兵不动。同年十一月，張紹曾被袁世凯调任長江巡閱使，失去兵權，潘榘楹升任陆军第二十鎮統制。潘榘楹上任后，將下属各標調到山海關內外駐防，仅将第七十九標留在灤州。
七十九標共三个營，其中大多數官兵均同情革命派，施從雲、王金銘乃决定发动滦州起義。1911年11月初，王金銘赴海陽鎮联系馮玉祥，中国同盟會也秘密派遣白毓昆到灤州，帮助施從雲、王金銘起義。经革命派争取，灤州知州朱佑保、警務所長張注東对革命采取赞同态度。七十九標標統岳兆麟难以控制局面，乃报告清政府。袁世凱命通永鎮總兵王懷慶进行招撫。民國元年（1912年）1月1日，王懷慶到達灤州，但未能招撫成功，反而遭到施從雲等的武力脅迫，被推舉為北方軍政府大都督。王懷慶虽然答应出任大都督，但却秘密勾结七十九標第三營管帶張建功，并于1月2日晨逃走。1月3日，施從雲、王金銘在灤州成立了北方革命軍政府，王金銘任大都督，施從雲任總司令，馮玉祥任總參謀長，白毓昆任參謀長，并向全中国发出通電。 1月4日，灤州起義軍舉行了誓師大會，并發布檄文稱：“即日振旅京津，廓清余孽，快搗黃龍而痛飲。”
不久，張建功率第三营據灤州城叛變，并进攻滦州城外的施從雲、王金銘的第一、二營。双方展开激战。清政府派陆军第三鎮協統陳文運率一个標到開平增援王懷慶的淮軍。1月4日，援軍到達雷莊。1月5日凌晨，施從雲、王金銘率部到达雷莊附近，和清軍展开激戰。王懷慶假稱願意議和，施從雲遂到清军营地谈判，旋即被捕并被处决。
民國13年（1924年），馮玉祥發動北京政變后，在北京中央公園（今北京中山公園）為施從雲立了銅像，还在北京的小溫泉修建了施從雲的衣冠冢。 并于滦州为起义烈士树碑建塔。
民国14年(1925年)，国民政府追赠从云为上将衔，在中央公园为他铸造铜像，永志纪念。
施从云墓，位于安徽省桐城市金神镇骑龙村，1984年，桐城县人民政府拨款重修，墓地原形有所改变。原碑立于冢前，重建墓碑立于墓后。重建碑正面镌刻“施从云烈士墓”，下款刻“桐城县人民政府立”；背后镌刻其简历。1986年7月，安徽省人民政府公布施从云墓为省级重点文物保护单位。

## 家庭
- 施從雲为施從濱之四弟，施劍翹之生父，施劍翹後過繼給從雲之兄施從濱。[2]